# Provinciale weg 833
De provinciale weg 833 (N833) is een provinciale weg in de provincie Gelderland. De weg verbindt Culemborg met Geldermalsen.

## Route

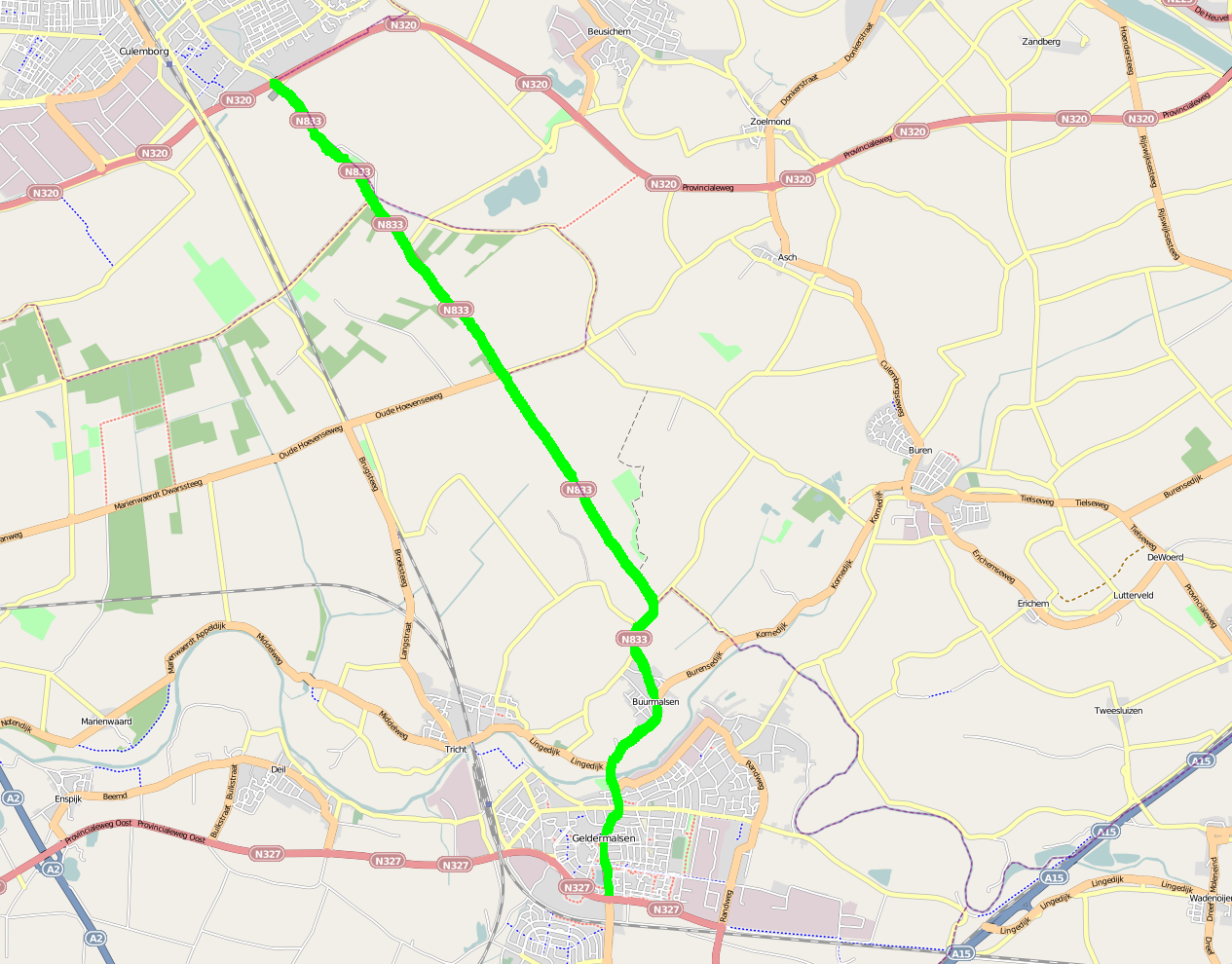
Detailkaart

De weg begint op een kruispunt van de N320 bij Culemborg. Vandaar loopt de weg in zuidoostelijke richting naar de Nieuwe Brug. De N833 loopt door het dorp Buurmalsen. De weg eindigt in Geldermalsen, bij de kruising met de Kostverlorenkade. Vroeger liep de N833 van de Kostverlorenkade door naar de kruising met de N327. Dit gedeelte is tegenwoordig in handen van de gemeente West Betuwe.
De weg is een deel van de Rijksstraatweg, een voormalige Rijksweg, die tot de aanleg van de A2 een belangrijke verbinding tussen Utrecht en 's-Hertogenbosch vormde. De Rijksstraatweg loopt door tot Meteren en gaat over in de N830, die bij Tuil naar het westen knikt en onder de namen Steenweg en Graaf Reinaldweg doorloopt tot Gorinchem.
N23 · N34 · N224 · N225 · N229 · N233 · N271 · N301 · N302 · N303 · N304 · N305 · N306 · N307 · N308 · N309 · N310 · N311 · N312 · N313 · N314 · N315 · N316 · N317 · N318 · N319 · N320 · N322 · N323 · N324 · N325/A325 · N326/A326 · N327 · N329 · N330 · N331 · N332 · N333 · N334 · N335 · N336 · N337 · N338 · N339 · N340 · N341 · N342 · N343 · N344 · N345 · N346 · N347 · N348/A348 · N349 · N350 · N351 · N352 · N375 · N377

N418 · N701 · N702 · N703 · N704 · N705 · N706 · N707 · N708 · N709 · N710 · N711 · N712 · N713 · N714 · N715 · N716 · N717 · N718 · N719 · N720 · N727 · N731 · N732 · N733 · N734 · N735 · N736 · N737 · N738 · N739 · N740 · N741 · N742 · N743 · N744 · N745 · N746 · N747 · N748 · N749 · N750 · N751 · N752 · N753 · N754 · N755 · N756 · N757 · N758 · N759 · N760 · N761 · N762 · N763 · N764 · N765 · N766 · N768 · N781 · N782 · N783 · N784 · N785 · N786 · N787 · N788 · N789 · N790 · N791 · N792 · N793 · N794 · N795 · N796 · N797 · N798 · N800 · N801 · N802 · N803 · N804 · N805 · N806 · N810 · N811 · N812 · N813 · N814 · N815 · N816 · N817 · N818 · N819 · N820 · N821 · N822 · N823 · N824 · N825 · N826 · N827 · N830 · N831 · N832 · N833 · N834 · N835 · N836 · N837 · N838 · N839 · N840 · N841 · N842 · N843 · N844 · N845 · N846 · N847 · N848 · N852 · N855

Cursief vermelde wegen zijn voormalige provinciale wegen.